# Nationaal historisch park Citadel, Sans-Souci, Ramiers
Het Nationaal historisch park Citadel, Sans Souci, Ramiers (Frans: Parc national historique — Citadelle, Sans-Souci, Ramiers) is een historisch park in het noorden van Haïti. Het ligt in de huidige gemeente Milot, ongeveer 20 km ten zuiden van de stad Cap-Haïtien. Het park bevat de ruïnes van het paleis Sans-Souci en de Citadel Laferrière. Beiden zijn aan het begin van de 19e eeuw gebouwd in opdracht van Henri Cristophe (koning Hendrik I). Sinds 1982 staat het park op de Werelderfgoedlijst van UNESCO. Het wordt veel door toeristen bezocht.

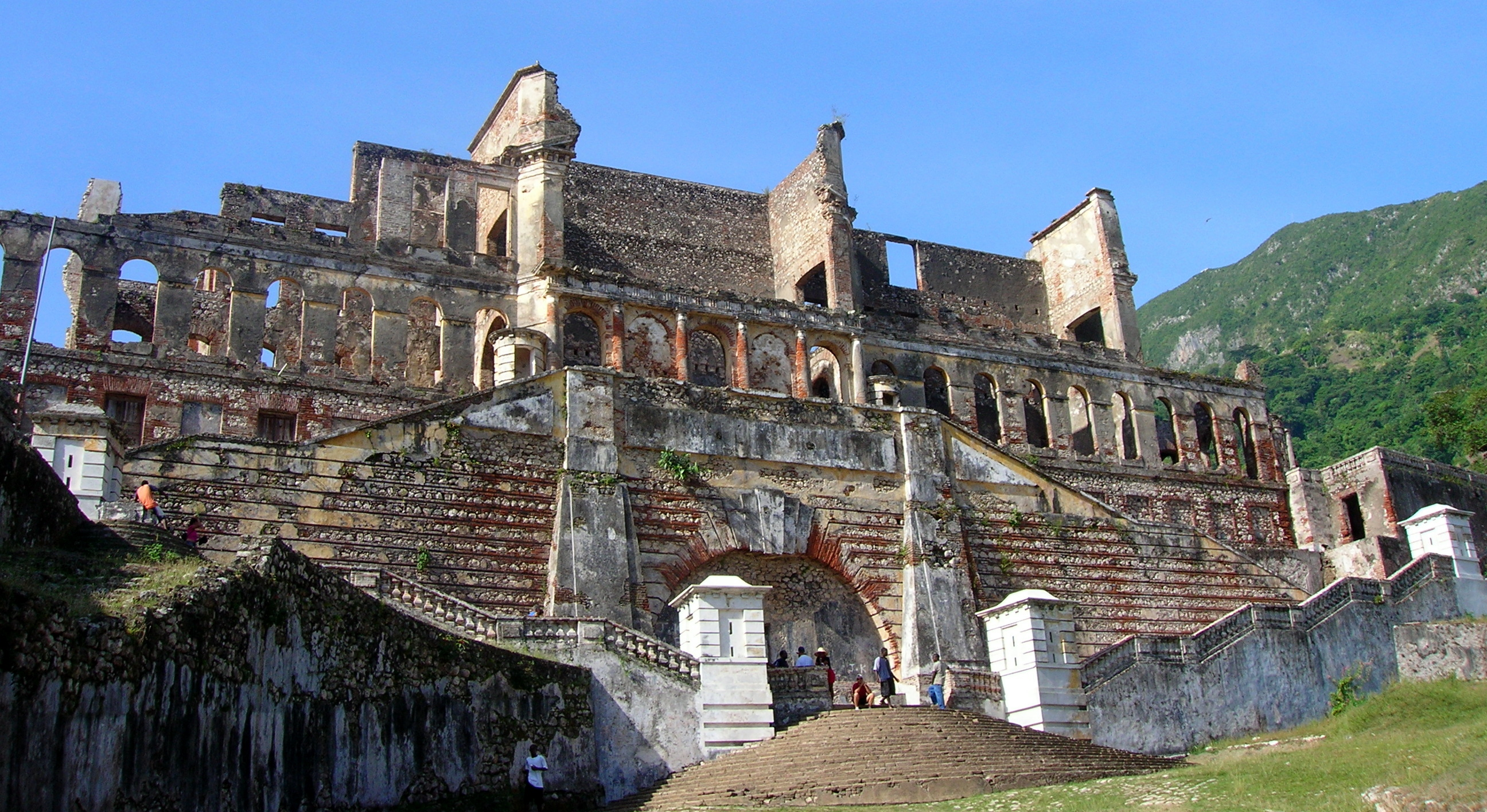
Ruïnes van het paleis Sans-Souci